# Maliye Milli Piyango Spor Kulübü 2015-2016 (pallavolo)
Questa voce raccoglie le informazioni riguardanti il Maliye Milli Piyango Spor Kulübü nelle competizioni ufficiali della stagione 2015-2016.

## Organigramma societario
Area direttiva
- Presidente: Recep Biçer

Area tecnica
- Allenatore: Joško Milenkoski
- Secondo allenatore: Serdar Uslu
- Assistente allenatore: Mehmet Kuban
- Scoutman: Boyan Panteleev

## Rosa
| N° | Nome               | Ruolo | Data di nascita  | Nazionalità sportiva |
| -- | ------------------ | ----- | ---------------- | -------------------- |
| 1  | Alperay Demirciler | L     | 1º febbraio 1993 | Turchia              |
| 3  | Yüksel Bıdak       | C     | 6 giugno 1994    | Turchia              |
| 4  | Furkan Gök         | P     | 1º gennaio 1998  | Turchia              |
| 5  | İbrahim Başaran    | C     | 13 luglio 1985   | Turchia              |
| 6  | Ǵorǵi Ǵorǵiev      | P     | 22 maggio 1992   | Macedonia del Nord   |
| 7  | Andaç Kapan        | O     | 4 aprile 1990    | Turchia              |
| 8  | Ivan Borovnjak     | S     | 4 luglio 1989    | Serbia               |
| 9  | Serhat Coşkun      | O     | 18 luglio 1987   | Turchia              |
| 10 | Batı Kayhan        | S     | 10 giugno 1996   | Turchia              |
| 11 | Samet Gümüş        | S     | 26 marzo 1994    | Turchia              |
| 12 | Stanislav Petkov   | S     | 31 dicembre 1987 | Bulgaria             |
| 12 | Muhammet Ertuğrul  | C     | 8 dicembre 1989  | Turchia              |
| 15 | Murat Tokgöz       | L     | 29 febbraio 1984 | Turchia              |
| 16 | Fatih Ulusoy       | C     | 9 aprile 1980    | Turchia              |
| 18 | Niyazi Durmaz      | C     | 8 luglio 1983    | Turchia              |
| 20 | Osmany Uriarte     | S     | 4 giugno 1995    | Cuba                 |

## Statistiche

### Statistiche di squadra
| Competizione     | Punti | In casa | In casa | In casa | In trasferta | In trasferta | In trasferta | Totale | Totale | Totale |
| Competizione     | Punti | G       | V       | P       | G            | V            | P            | G      | V      | P      |
| ---------------- | ----- | ------- | ------- | ------- | ------------ | ------------ | ------------ | ------ | ------ | ------ |
| Voleybol 1. Ligi | 32    | 10      | 6       | 4       | 11           | 5            | 6            | 27     | 12     | 15     |
| Totale           | -     | 10      | 6       | 4       | 11           | 5            | 6            | 27     | 12     | 15     |

G = partite giocate; V = partite vinte; P = partite perse

### Statistiche dei giocatori
| Giocatore     | Voleybol 1. Ligi | Voleybol 1. Ligi | Voleybol 1. Ligi | Voleybol 1. Ligi | Voleybol 1. Ligi | Totale | Totale | Totale | Totale | Totale |
| Giocatore     | P                | PT               | AV               | MV               | BV               | P      | PT     | AV     | MV     | BV     |
| ------------- | ---------------- | ---------------- | ---------------- | ---------------- | ---------------- | ------ | ------ | ------ | ------ | ------ |
| İ. Başaran    | 21               | 157              | 98               | 48               | 11               | 21     | 157    | 98     | 48     | 11     |
| Y. Bıdak      | 26               | 114              | 78               | 29               | 7                | 26     | 114    | 78     | 29     | 7      |
| I. Borovnjak  | 18               | 171              | 138              | 26               | 7                | 18     | 171    | 138    | 26     | 7      |
| S. Coşkun     | 27               | 497              | 442              | 45               | 10               | 27     | 497    | 442    | 45     | 10     |
| A. Demirciler | 24               | 0                | 0                | 0                | 0                | 24     | 0      | 0      | 0      | 0      |
| N. Durmaz     | 0                | 0                | 0                | 0                | 0                | 0      | 0      | 0      | 0      | 0      |
| M. Ertuğrul   | 15               | 91               | 53               | 29               | 9                | 15     | 91     | 53     | 29     | 9      |
| F. Gök        | 7                | 0                | 0                | 0                | 0                | 7      | 0      | 0      | 0      | 0      |
| Ǵ. Ǵorǵiev    | 27               | 69               | 24               | 29               | 16               | 27     | 69     | 24     | 29     | 16     |
| S. Gümüş      | 20               | 33               | 26               | 6                | 1                | 20     | 33     | 26     | 6      | 1      |
| A. Kapan      | 12               | 24               | 19               | 4                | 1                | 12     | 24     | 19     | 4      | 1      |
| B. Kayhan     | 7                | 13               | 12               | 0                | 1                | 7      | 13     | 12     | 0      | 1      |
| S. Petkov     | 7                | 69               | 62               | 4                | 3                | 7      | 69     | 62     | 4      | 3      |
| M. Tokgöz     | 27               | 1                | 0                | 1                | 0                | 27     | 1      | 0      | 1      | 0      |
| F. Ulusoy     | 20               | 37               | 18               | 18               | 1                | 20     | 37     | 18     | 18     | 1      |
| O. Uriarte    | 26               | 329              | 280              | 34               | 15               | 26     | 329    | 280    | 34     | 15     |

P = presenze; PT = punti totali; AV = attacchi vincenti; MV = muri vincenti; BV = battute vincenti